# Антоні Мікулко
Антоні Мікулко (пол. Antoni Mikułko, нар. 26 червня 2005, Гданськ, Польща) — польський футболіст, воротар клубу «Вєчиста».

## Ігрова кар'єра

### Клубна
Антоні Мікулко є вихованцем гданьського футболу. У 2016 році він приєднався до молодіжної команди «Лехії». У 2021 році Мікулко був переведений до першої команди резервним воротарем. У червні 2022 року продовжив контракт з клубом до 2025 року. 28 вересня 2022 року англійська газета The Guardian назвала його одним з 60-ти найкращих футболістів світу 2005 року народження.
З 1 лютого 2023 року Мікулко був відданий в оренду у клуб Ліги 3 «Вєчиста» до літа 2024 року. Але вже в травні 2023 року стало відомо, що воротар буде відкликаний з оренди по завершенню сезону.
У 2024 році воротар підписав з «Вєчистою» дворічний контракт.

### Збірна
З 2021 року Антоні Мікулко є гравцем юнацьких збірних Польщі.

## Стиль гри
Антоні Мікулко починав грати у футбол на позиції лівого вінгера. Згодом він зайняв воротарську позицію.